# Harriet Forssell
Harriet Forssell, född 27 maj 1934 i Stockholm, död 26 mars 2014 i Halmstad, var en svensk jazzsångerska, musikalartist och skådespelare. 

## Biografi
Harriet Forsell utbildade sig till musikalartist vid Scenskolan i Malmö i mitten av 1950-talet och slog igenom som Eliza i My Fair Lady på Lorensbergs Cirkus i Göteborg 1962. Sedan följde en rad revyer, operetter och musikaler på olika teaterscener, bland annat Pyjamasleken hos Knäppupp på Ideon 1964.
Harriet Forsell spelade Brus-Britta i Skinnarspelet i Malung i början av 1970-talet och sjöng i Radiojazzgruppen. Nils Poppe gav henne stora roller i Lorden från gränden 1970, Lilla Helgonet 1973 och Blåjackor 1974, samtliga på Fredriksdalsteatern i Helsingborg. 
År 1964 startade hon en alternativ karriär som fotografhustru till naturfilmaren Sven Gillsäter och gav sig ut på diverse upptäcktsresor mellan teaterengagemangen.

## Teater

### Roller
| År   | Roll               | Produktion                                                                  | Regi                                        | Teater                   |
| ---- | ------------------ | --------------------------------------------------------------------------- | ------------------------------------------- | ------------------------ |
| 1960 | Denise de Flavigny | Lilla helgonet (Mam'zelle Nitouche) Hervé, Henri Meilhac och Albert Millaud | Frank Sundström                             | Helsingborgs stadsteater |
| 1961 | Eliza Doolittle    | My Fair Lady Frederick Loewe och Alan Jay Lerner                            | Lauritz Falk Carl-Gustaf Kruuse af Verchou  | Lorensbergs Cirkus       |
| 1962 | Medverkande        | Dax igen Povel Ramel                                                        | Herman Ahlsell                              | Idéonteatern Turné       |
| 1963 |                    | Pyjamasleken George Abbot, Richard Bisell, Richard Adler, Jerry Ross        | Carl-Gustaf Kruuse af Verchou Mille Schmidt | Idéonteatern             |
| 1965 | Minnie Fay         | Hello, Dolly! Michael Stewart och Jerry Herman                              | Folke Abenius                               | Malmö stadsteater        |
| 1970 | Sally              | Lorden från gränden L. Arthur Rose och Noel Gay                             | Martin Söderhjelm                           | Fredriksdalsteatern      |

## Filmografi
- 1962 – Dollarprinsessan
- 1968 – Ole dole doff